# Bugs Comics
Bugs Comics è una casa editrice italiana di fumetti fondata nel 2015 a Roma da Gianmarco Fumasoli e Paolo Altibrandi.

## Storia
La casa editrice nasce nel 2015 ad opera di Gianmarco Fumasoli, già insegnante alla Academic Gym della LUISS, e Paolo Altibrandi insieme ad un gruppo di altri autori romani che Fumasoli ha conosciuto durante la lavorazione della serie antologica Splatter, che si poneva l'obbiettivo di rilanciare la celebre testata omonima degli anni 80 edita dalla ACME, chiusa quello stesso anno.
Nel 2015 avviene il debutto a Lucca Comics & Games con il lancio della serie antologica "Mostri"; sempre a Lucca Comics, nel 2016 debutta "Alieni" mentre nel 2017 "Gangster", tutte riviste contenitore di fumetti di genere. Con la collaborazione della società di consulenza P&Co., nel 2018 Bugs passa dall'essere una Associazione culturale ad una società a responsabilità limitata aprendo nel contempo una scuola di fumetto integrata nella casa editrice, la Bugs Academy. Nel 2018 vengono rilasciati i primi due titoli di genere umoristico, "MoFtri - La chiamata del grande polpo" e "Bugs Cafè".
Nel 2019 debutta la prima serie mensile in formato bonellide per il mercato dell'edicola, Samuel Stern seguita al Lucca Comics and Games 2022 da una seconda testata di genere fantasy, Kalya - L'era dei Fondamenti.
Nonostante il buon riscontro ricevuto delle prime uscite è con Samuel Stern che la Bugs Comics si impone all'attenzione del settore a livello nazionale.
A Lucca Comics 2023 la casa editrice distribuisce il volume 16X21 – L’Era dei bonellidi contenente un saggio di Francesco Fasiolo e Andrea Guglielmino, dedicato allo storico formato, e un fumetto scritto da Giovanni Barbieri e disegnato da Fabio D’Auria.

## Pubblicazioni
- Mostri: serie antologica horror[16] che rilancia la celebre testata pubblicata negli anni '90 dalla ACME con storie nuove e alcune già edite[17]
- Alieni: serie antologica dedicata alla fantascienza nelle sue diverse iterazioni[18].
- Gangster: volume contenente storie di diversi autori ambientate durante gli anni del Proibizionismo[19].
- Bugs Cafè: volume che racconta in modo umoristico la vita all'interno della redazione di Bugs Comics[12].
- MoFtri - La chiamata del Grande Polpo: volume che riprende i personaggi della omonima serie a strisce umoristica dedicata alle classiche figure della narrazione horror presente all'interna della serie Mostri[20].
- Geppetto – Storia di un padre: rivisitazione della storia di Pinocchio focalizzata su una drammatica versione di Geppetto[21].
- Samuel Stern: fumetto horror dedicato al personaggio di Samuel Stern, librario scozzese con una particolare predisposizione a vedere il lato oscuro nascosto all'interno delle persone[22].
- Kalya - L'era dei Fondamenti: fumetto fantasy incentrato su un'avventuriera di nome Kalya e il suo gruppo di compagni che viaggiano nel mondo di Theia[23].
- Singularity: fumetto horror spin-off di Samuel Stern dedicato all'agenzia preposta alla gestione del paranormale.
- 16x21 – L’Era dei bonellidi: volume scritto da Andrea Guglielmino e Francesco Fasiolo, dedicato alle storiche serie in formato bonellide, contenente una fumetto di Giovanni Barbieri e di Fabio D'Auria con protagonisti Samuel Stern, Desdemona Metus e Samuel Sand.